# Slotkapel Bückeburg
De Slotkapel Bückeburg (Duits: Schlosskapelle Bückeburg) is de kapel van het Slot Bückeburg in Bückeburg in het Landkreis Schaumburg (Nedersaksen). De kapel maakt deel uit van het historische slotgebouw en komt voor het eerst in het jaar 1396 in de annalen voor. Ondanks alle verbouwingen en veranderingen bleef de kapel altijd op dezelfde plaats. De huidige bijzonder weelderige inrichting in de stijl van het maniërisme dateert pas uit het eerste kwart van de 17e eeuw. De kapel wordt door de hervormde gemeente van Bückeburg-Stadthagen gebruikt.

## Geschiedenis

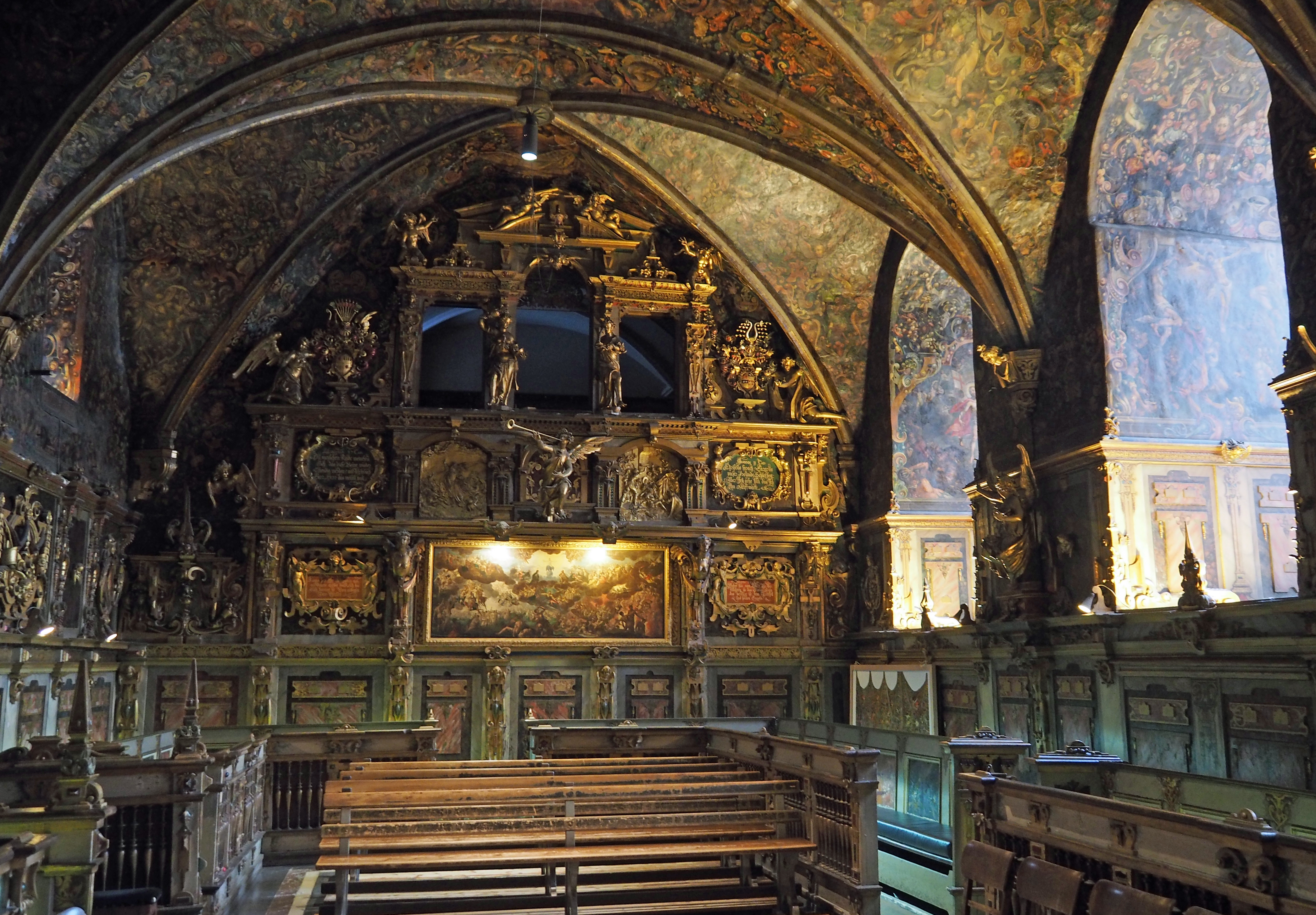
De vorstenloge

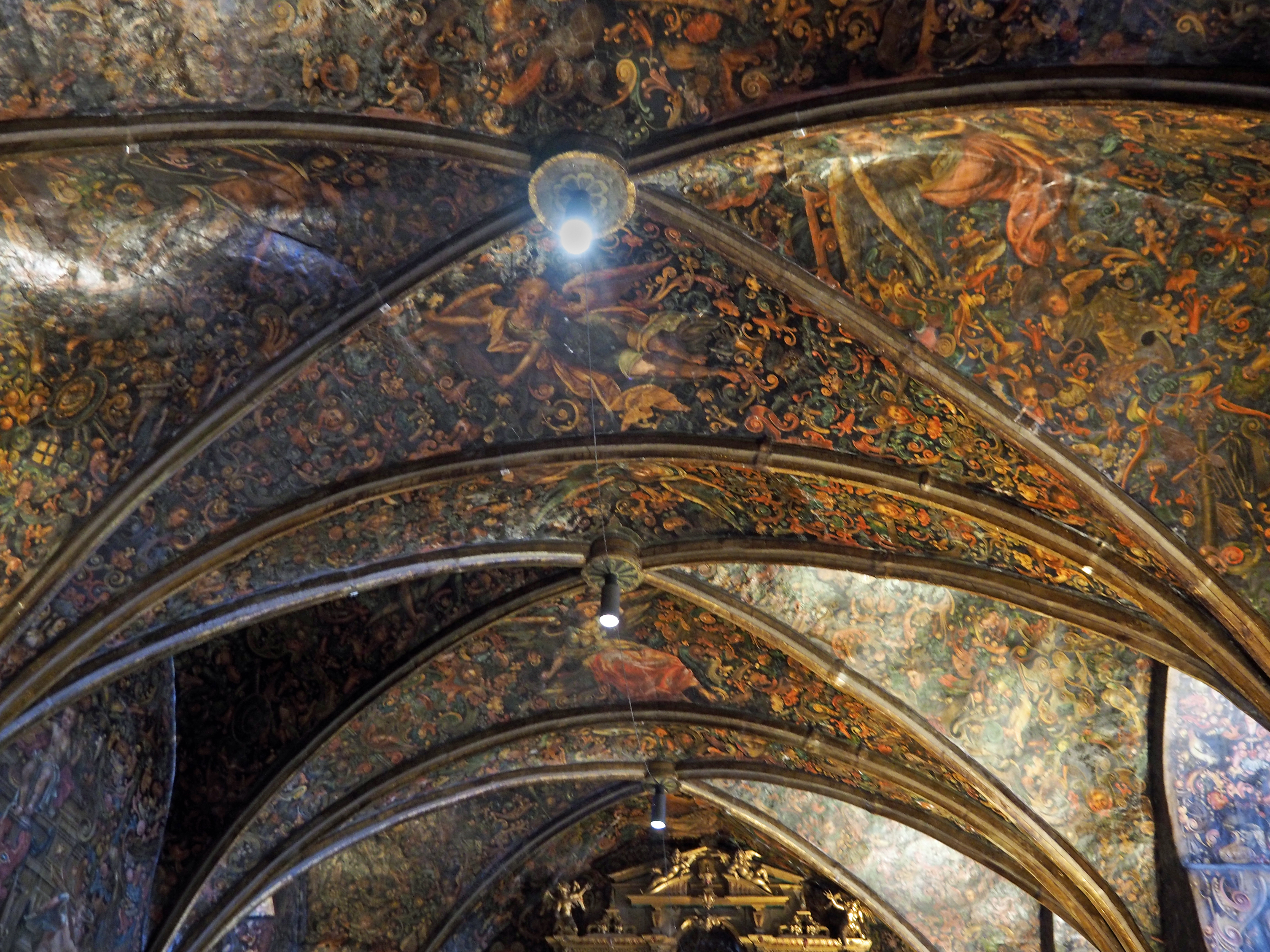
De gewelven

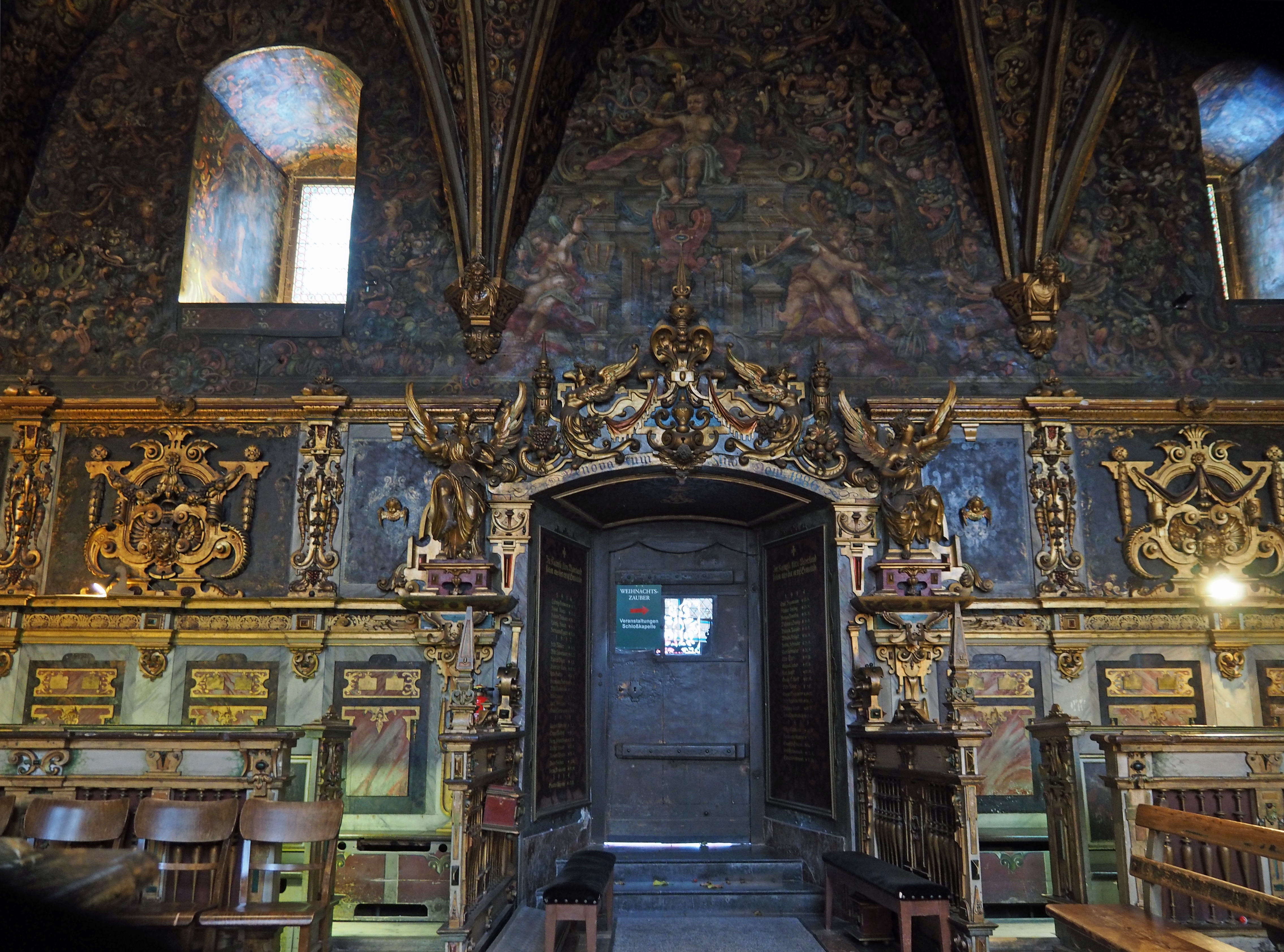
Interieur

De kapel van de gotische burcht uit de 14e eeuw zou ooit een eenvoudige ruimte geweest zijn. In het kader van de vergroting van het slot door Otto IV kreeg de kerk vier kruisribgewelven, te verdelen in drie smalle traveeën en één breder altaartravee. Tezelfdertijd werd de kapel met de invoering van de reformatie in het graafschap Schaumburg luthers.
Graaf Ernst (regeringsperiode 1601-1622), die de rang van rijksvorst nastreefde en in 1619 ook verkreeg, deed zijn uiterste best om zijn claim in gebouwen en kunstwerken van hoge kwaliteit naar Italiaanse voorbeelden visueel te maken. Zo ontstond het vorstenmausoleum bij de Sint-Martinikerk in Stadthagen, maar voor alles liet hij zijn residentie naar Bückeburg verplaatsen en het slot planmatig uitbouwen. Hij liet een pronkvolle parochie- en residentiekerk in de plaats bouwen en richtte ook de slotkapel met kostbare kunstwerken volgens de laatste mode in.
Met de deling van het graafschap en het aantreden van Filips I uit het Huis Lippe in 1647 werd de calvinistische leer ingevoerd. Een kleine hervormde gemeente van het hof en nieuwkomers maakten nu gebruik van de kapel. Dat was het begin van een onafhankelijke calvinistische kerk in het gebied van Schaumburg-Lippe. Met het inwisselen van de lutherse leer werden de muurbeschilderingen in 1648 overgeschilderd, maar vanaf 1886 werden de fresco's weer blootgelegd. Tevens werd toen het gehele interieur gerestaureerd en een tweemanualig orgel achter de kanselwand ingebouwd.

## Inrichting
De muren zijn volledig met Bijbelse scènes en ornamentiek bedekt, met o.a. een passiecyclus in de vensternissen. Het altaar is een door twee engelen gedragen tafel. Centraal achter het altaar, boven een door korinthische zuilen afgewisselde rij nissen, bevindt zich conform de reformatorische traditie de kansel op een prominente plaats. De uit hout gesneden kansel is verguld en rijkelijk met reliëfs voorzien, waaronder de Verkondiging aan Maria, de Aanbidding van het Jezuskind en de Kruisiging van Christus. De eveneens rijk gesneden en vergulde vorstenloge bevindt zich aan de muur tegenover de kansel. Het wordt versierd met een groot schilderij van het Jongste Gericht. Voor de trappen van het altaar zijn onder de vloer de harten van enkele leden van het vorstenhuis bijgezet; de lichamen rusten in het mausoleum te Stadthagen respectievelijk Bückeburg.